# Як песик і кошеня мили підлогу
«Як песик і кошеня мили підлогу» (рос. «Как кошечка и собачка мыли пол») — анімаційний фільм 1977 року Творчого об'єднання художньої мультиплікації студії Київнаукфільм, режисер — Алла Грачова. За казкою Йозефа Чапека (в титрах — Карела Чапека).

## Над мультфільмом працювали
- Автор сценарію і режисер-постановник: Алла Грачова
- Художник-постановник: Ірина Смирнова
- Композитор: Мирослав Скорик
- Ролі озвучила: Маргарита Корабельникова
- Художники-мультиплікатори: Ніна Чурилова, Костянтин Чикін, Олександр Лавров, Михайло Титов
- Оператор: Олександр Мухін
- Звукооператор: Ігор Погон
- Асистенти: О. Малова, Т. Черні, Л. Титенко
- Режисер монтажу: Юна Срібницька
- Редактор: Світлана Куценко
- Директор картини: Іван Мазепа